# Động Vĩnh An
Động Vĩnh An thuộc xã Vĩnh An, huyện Vĩnh Lộc, tỉnh Thanh Hóa. Động Vĩnh An bao gồm động nước và động núi, động nước được gọi là động Kim Sơn, muốn đi vào phải đi bằng thuyền; còn động núi được gọi là động Tiên Sơn, nằm ở lưng núi, để lên đến cửa động phải đi bộ lên rồi trèo tiếp bằng thang. Hai động này đều đã được chính quyền địa phương khai thác cho dịch vụ du lịch nhưng chưa phát triển được nhiều, chủ yếu khách tham quan vẫn là nhân dân trong vùng, ít có khách du lịch thập phương. Theo đánh giá của nhiều người thì động núi đẹp không thua gì động Phong Nha Kẻ Bàng.